# Arthur Hermann
Pour les articles homonymes, voir Hermann.
Arthur Alfred Hermann est un gymnaste artistique français né le 16 octobre 1893 à Mulhouse et mort le 28 mars 1958 à Belfort. 

## Biographie
Arthur Hermann remporte avec l'équipe de France de gymnastique la médaille de bronze au concours général par équipes aux Jeux olympiques d'été de 1920 à Anvers. Il participe ensuite à toutes les épreuves de gymnastique aux Jeux olympiques d'été de 1924 à Paris, se classant notamment sixième à la corde, neuvième au cheval d'arçons et remportant la médaille d'argent au concours par équipes.

## Palmarès

### Jeux olympiques
- Anvers 1920
  -  médaille de bronze au concours par équipes

- Paris 1924
  -  médaille d'argent au concours par équipes